# Gleßbrunnen
Koordinaten: 48° 47′ 38,1″ N, 11° 15′ 17,1″ O
Die Gleßbrunnen sind mehrere starke Karstquellen bei Nassenfels im Schuttermoos in Oberbayern.

## Lage
Die Gleßbrunnen befinden sich nahe dem Ortsteil Wolkertshofen in der Nähe des Flusslaufes der Schutter. Die Quellteiche liegen nordöstlich der Unterhaidmühle in einem Feld und sind von Bäumen umgeben.

## Name
Der Name Gleßbrunnen (auch Kläß-, Klees-, Gleiß- oder Gläsbrunnen) stammt von der gleißenden, glasigen Wasseroberfläche, in der sich Bäume und Büsche spiegeln.

## Daten

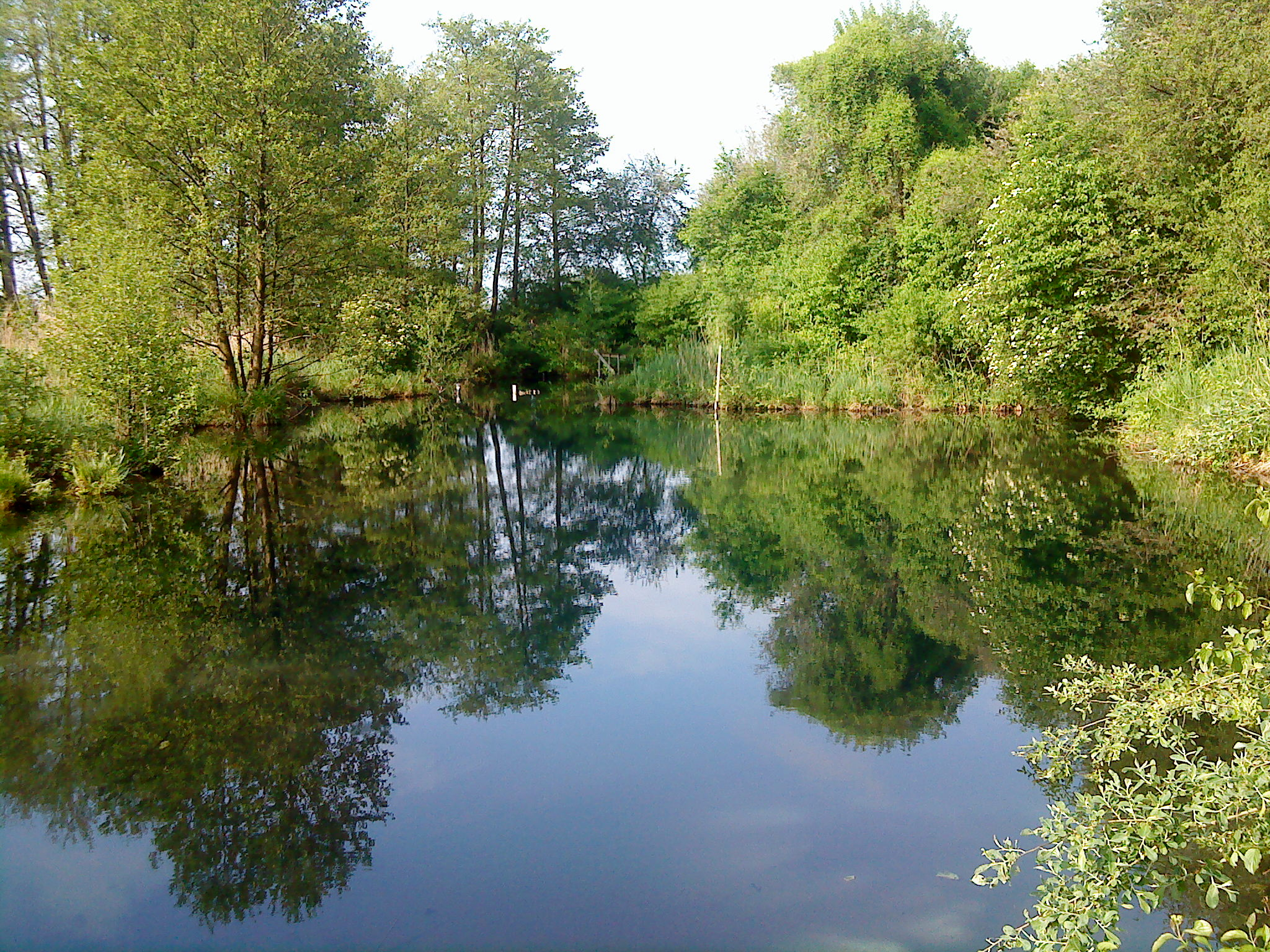
Größter Tümpel

Die Karstquellen schütten durchschnittlich etwa 700 Liter Wasser pro Sekunde aus. In Dürrejahren kann der Wasserabfluss auf 200 Sekundenliter absinken. Der Haupttrichter hat eine Tiefe von 4,5 bis 6 Meter und einen Durchmesser von bis zu 15 Metern. Das Karstwasser hat eine typische blaue Farbe und ganzjährig 10 Grad. Der abfließende Bründelgraben fließt nach Norden vom nahen Schutterbett weg, knickt nach Osten ab und wendet sich schließlich nach 1,1 km doch Richtung Süden der Schutter zu. Die Gleßbrunnen wurden als Naturdenkmal ausgewiesen.

## Volksglauben um die Gleßbrunnen
Früher sah man in den Gleßbrunnen etwas Bedrohliches. Die Herkunft des bläulich schimmernden Wassers aus der unheimlichen Tiefe konnten sich die Leute nicht erklären. Da niemand den Grund in der Mitte des Tümpels erkennen konnte, glaubte man sogar den Kirchturm darin versenken zu können.
Die Einheimischen hatten Angst, dass Irrlichter im Schuttermoos die nächtlichen Wanderer in die Gleßbrunnen führen würden. In gar nicht so fernen Zeiten wurde in Nassenfels am Abend noch die sogenannte Irrglocke geläutet, damit sich die Wanderer zu orientieren wussten.

## Geologie

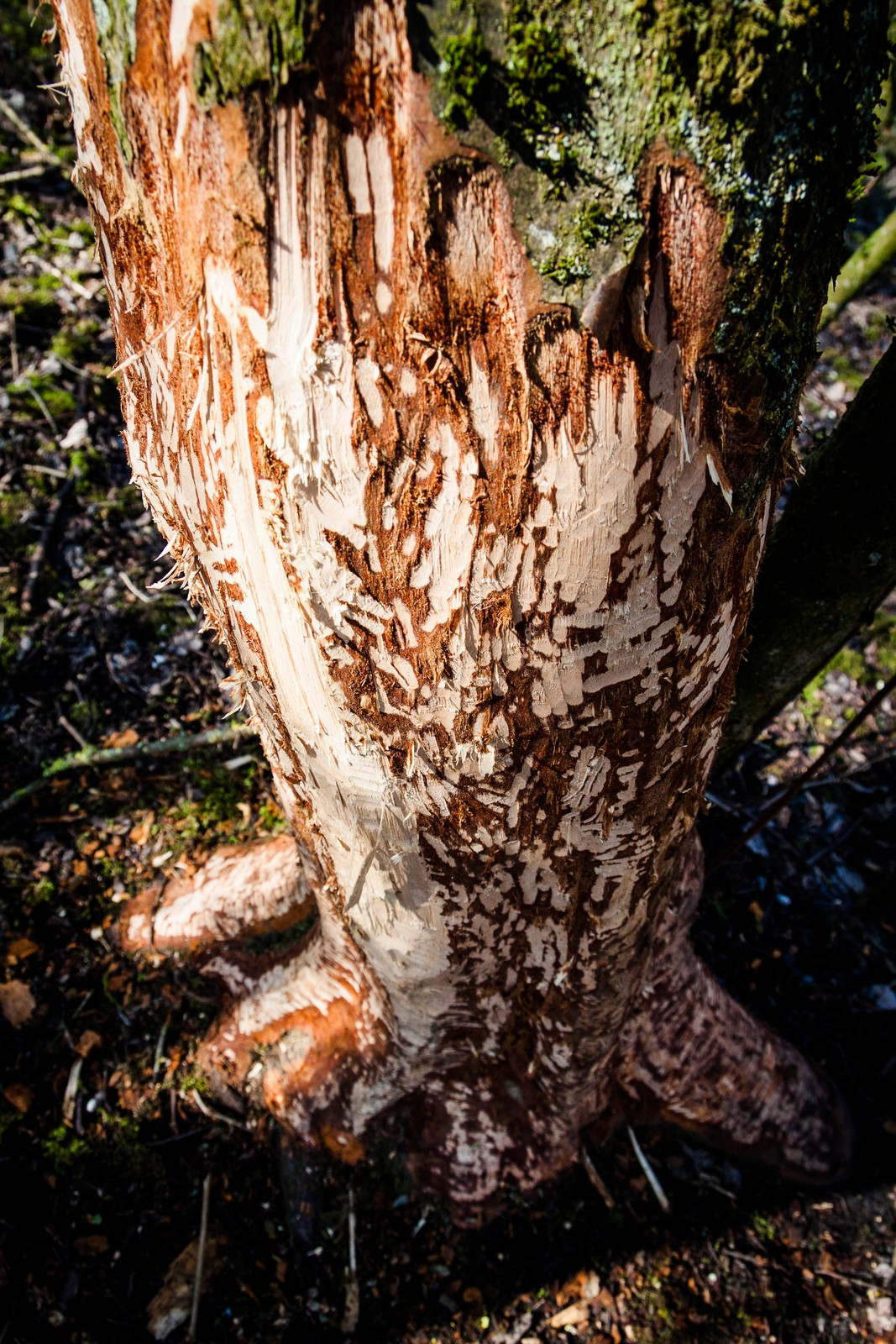
Biberspuren am Ufer des Hauptbrunnens

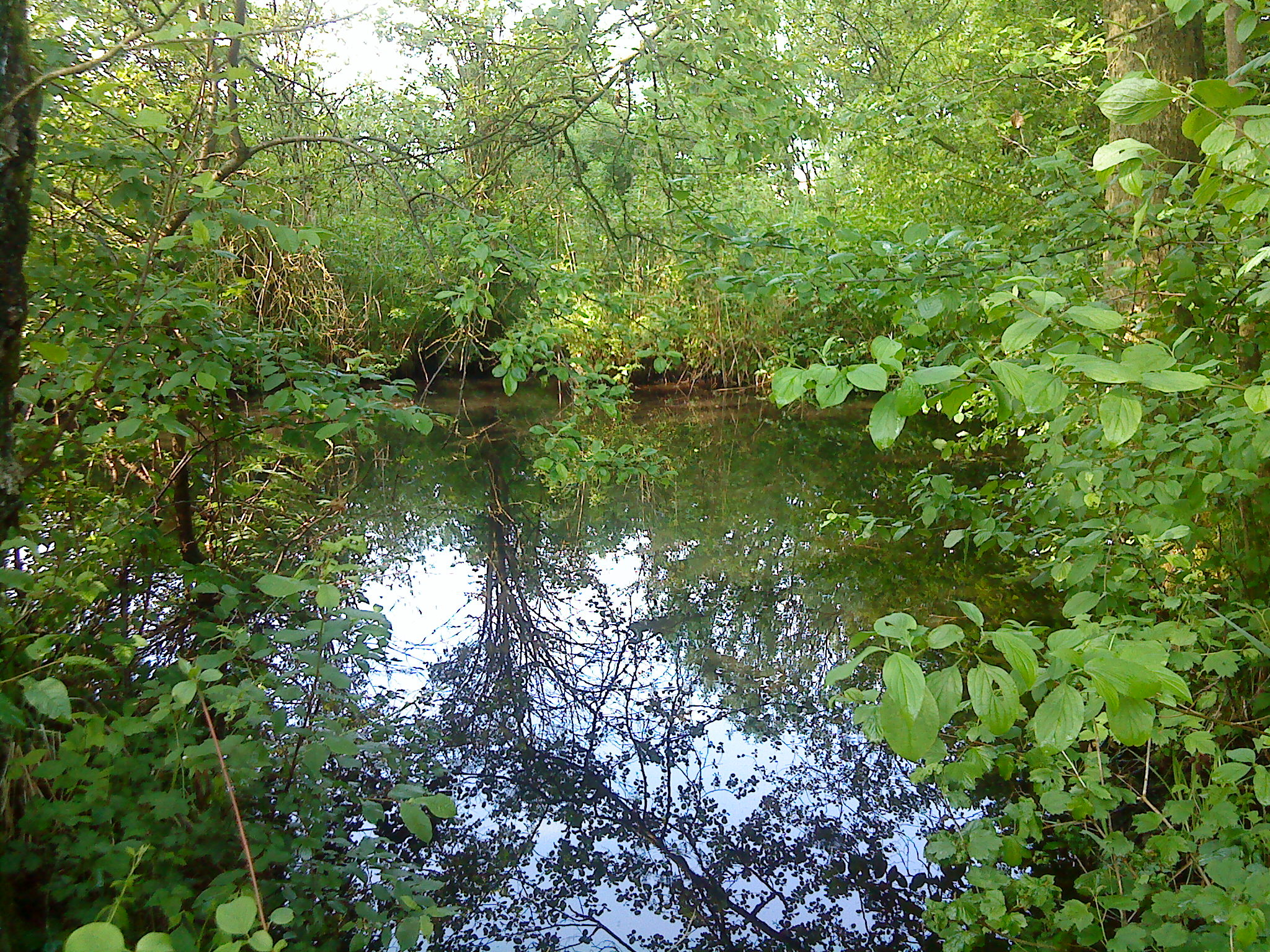
Seitentümpel

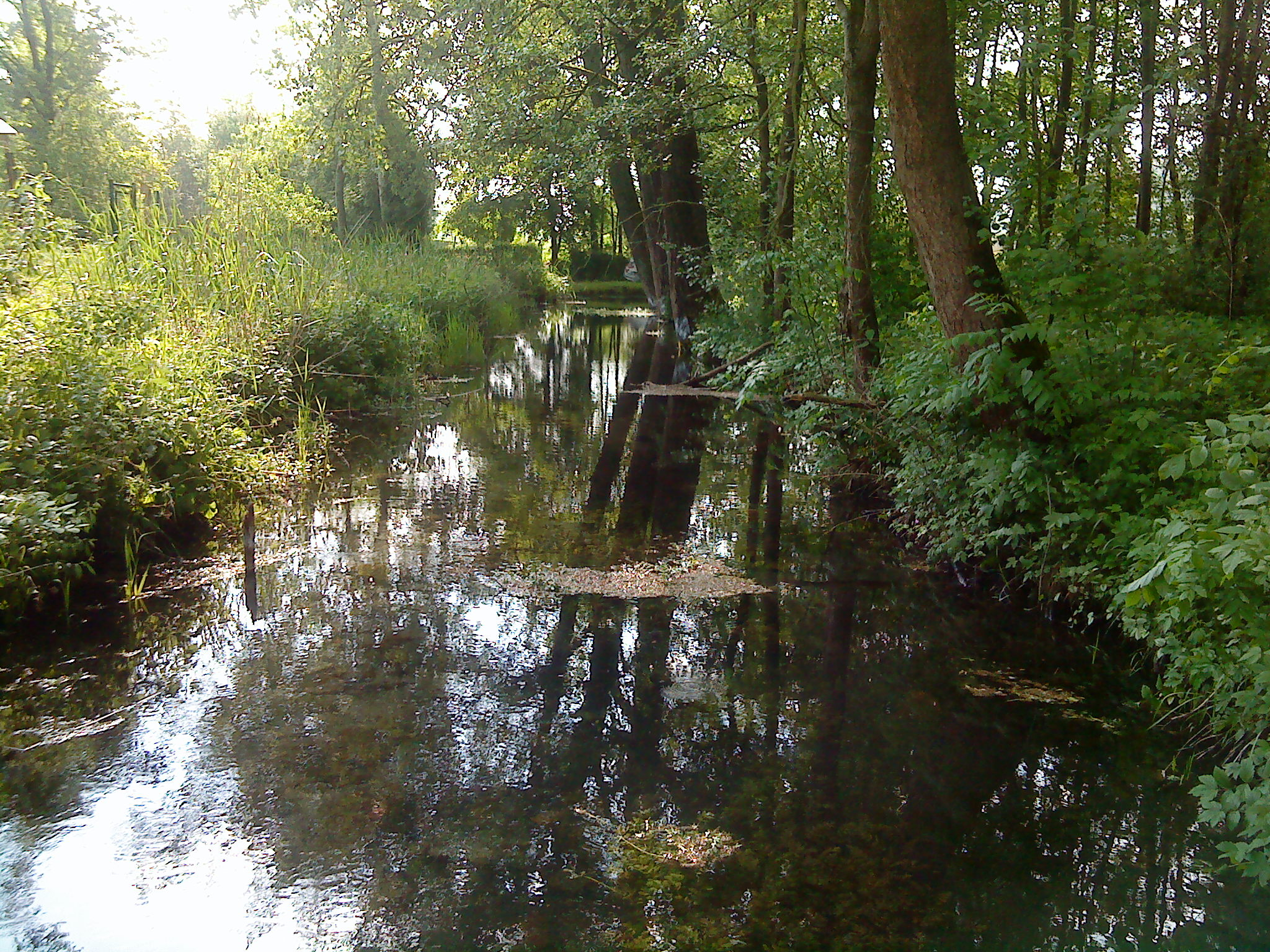
Abfließender Bründelgraben
bei Wolkertshofen

Die Urdonau, die in der Zeit von 250.000 bis 130.000 v. Chr. durch das heutige Schuttertal floss, hat Riffe freigelegt, in denen heute das Karstwasser nach oben dringt. Bei Bohrungen an den Gleßbrunnen wurde festgestellt, dass der Riffkalk bis auf 5–6 Meter an die Oberfläche hoch kommt; während er sonst im Schuttertal 12–14 Meter tief ansteht.

## Flora und Fauna
Auf dem Quellwasser lebt eine seltene Art von Wasserläufern, die Wasserhexen als Relikte der Eiszeit. In dem moorigen Gelände um die Quellen wachsen zum Teil seltene Pflanzen. Auch Biber haben sich an den Ufern der Quellen angesiedelt.